# Cratere Befana
Befana è un cratere sulla superficie di Ariel.
Il cratere è dedicato all'omonima figura del folklore italiano.